# Rejectaria moestalis
Rejectaria moestalis là một loài bướm đêm trong họ Noctuidae.